# Carl-Eduard von Bismarck
Carl-Eduard Otto Wolfgang Jayme Anders (Zurique, 16 de fevereiro de 1961) é um empresário e político alemão filiado a União Democrata-Cristã (CDU). Foi membro do parlamento alemão entre 2005 e 2007, atualmente, é chefe da casa de Bismarck-Schönhausen.

## Início de vida e educação
Nascido em 16 de fevereiro de 1961 em Zurique, na Suíça, sob o título de conde de Bismark-Schönhausen, é filho do advogado e proprietário de terras Ferdinand von Bismarck e de sua esposa Elisabeth Lippens, condessa belga. É descendente direto do chanceler alemão Otto von Bismarck.        
Após obter seu Abitur em 1982, cumpriu dois anos de serviço militar na Caserna Bismarck em Wentorf, na Alemanha Ocidental.
Em 1985, von Bismarck concluiu seu treinamento de investimento no mercado de capitais no Citibank, e trabalhou para Shearson Lehman em Nova Iorque. Em 1988, ele recebeu seu diploma de bacharel em negócios internacionais pela Universidade da Califórnia em Los Angeles. Em 1989, foi solicitado por seu pai para retornar à Alemanha Ocidental.[carece de fontes?] Entre 1989 e 1992, ele trabalhou para a empresa Investor Treuhand em Düsseldorf. Desde 1993, ele trabalhava para a Administração do Príncipe Bismarck (Fürstlich von Bismarck'schen Verwaltung) em Friedrichsruh.

## Carreira política
Von Bismarck tornou-se membro da CDU em 1995, e foi eleito vice-presidente do partido em Lauemburgo em 1999, distrito do qual Otto von Bismarck foi nomeado duque de Lauemburgo na década de 1890. Quando Peter Harry Carstensen tornou-se primeiro-ministro de Eslésvico-Holsácia, Bismarck o substituiu no parlamento alemão, o Bundestag. Na eleição federal alemã de 2005, ele foi eleito no círculo eleitoral com uma pluralidade de 44,4% dos votos. Apesar disso, diversas críticas surgiram, pois, após os esforços iniciais, o mesmo estava exercendo seu cargo vagamente, raramente comparecendo ao parlamento. Ele renunciou ao mandato em 19 de dezembro de 2007. Se tivesse renunciado em janeiro, conforme planejado, teria direito a uma pensão, o que gerou mais críticas.

## Vida pessoal
Entre 1987 e 1989, von Bismarck foi casado com a atriz estadunidense Laura Harring. Sua segunda esposa, a herdeira e humanitária suíça Celia Demaurex, foi casada com ele entre 1997 e 2004. No mesmo ano, casou-se designer canadense nascida em Israel Nathalie Bariman, tendo se divorciado em 2014. Sua atual esposa é a escritora e curadora de arte ítalo-brasileira Alessandra Silvestri-Levy. Eles se casaram em 2016.
Von Bismarck teve dois filhos com Nathalie Bariman, incluindo o herdeiro aparente de seu título, o conde Alexei von Bismarck-Schönhausen, e a condessa Grace von Bismarck-Schönhausen. Os dois se casaram em uma cerimônia judia.

## Títulos
- 1961: Carl-Eduard Otto Wolfgang Jayme Anders, Conde von Bismarck-Schönhausen
- 2019: Sua Alteza Serena o Príncipe Carl-Eduard von Bismarck-Schönhausen, Príncipe de Bismarck, Duque de Lauemburgo.